# BTV (Bulharsko)
bTV je bulharská komerční televize, kterou vlastní Central European Media Enterprises (CME). Díky své programové skladbě, kterou z velké části vyplňuje zábavní program, je nejsledovanější televizí v Bulharsku.
Vysílání televize bylo spuštěno 1. června 2000, tehdy pod vlastnictvím News Corporation. Rok poté, v roce 2001 začala stanice vysílat 24 hodin denně. V roce 2010 přešla stanice pod skupinu CME. Roku 2012 začala stanice vysílat v HD. Stanice vlastní mimo 5 dalších programů také několik rádií: bTV radio, N-Joy, Z-rock, Classic FM, Jazz FM a Melody radio.

## Program
bTV se zčásti zaměřuje na reality show. Na stanici běžely bulharské verze show jako Kdo přežije, Bulharsko má talent, Tanec s hvězdami, MasterChef, Farma, Pevnost Boyard nebo Jste chytřejší než páťák? Na bTV rovněž běžela bulharská verze slovenského pořadu Modré z nebe (TV Joj), Vítejte doma nebo Výměna manželek.
Na stanici rovněž běží zahraniční, převážně americké pořady jako Můj přítel Monk, Zoufalé manželky, Alf, Přátelé, Nikita, Prolhané krásky, Upíří deníky nebo Dva a půl chlapa. Dále také telenovely převážně z Indie.
Z vlastního programu vysílá např. populární Slavi's show, každodenní talk show s názvem v překladu Před obědem, Paparazzi (bulharská verze české Prásk! TV Nova), Marmalad (game show) a další.
Zpravodajství bTV je nejsledovanější v Bulharsku. Zpravodajská relace je v pracovní dny vysílána v 7:00, 8:00, 9:00, 12:00, 17:00, 19:00 a 23:30 a o víkendech potom ve 12:00, 19:00 a 23:30. bTV rovněž často vysílá informační bloky a publicistické relace, například bTV Reportéři.